# مارلين ستيوارت
مارلين ستيوارت (بالإنجليزية: Marlene Stewart)‏ هي مصممة أزياء تقليدية أمريكية، ولدت في 25 أغسطس 1949 في بوسطن في الولايات المتحدة.

## وصلات خارجية
- مارلين ستيوارت على موقع IMDb (الإنجليزية)
- مارلين ستيوارت على موقع قاعدة بيانات الفيلم (الإنجليزية)